# Liste der Naturdenkmale in Bensheim
Die Liste der Naturdenkmale in Bensheim nennt die im Gebiet der Stadt Bensheim im Landkreis Bergstraße in Hessen gelegenen Naturdenkmale.

## Naturdenkmale
| Bild                          | Bezeichnung                                                                                       | Ortsteil, Lage                              | Beschreibung | Art                  | Nr.       |
| ----------------------------- | ------------------------------------------------------------------------------------------------- | ------------------------------------------- | --- | -------------------- | --------- |
| Fotos hochladen               | Winterlinde (Tilia cordata)                                                                       | Auerbach 49° 42′ 8,4″ N, 8° 37′ 33,5″ O     | Formschöne Winterlinde mit mächtigem Stamm und ausladender Krone am Nordwestrand des Auerbacher Friedhofs.                                | Winterlinde          | 431.2-11  |
| Fotos hochladen               | Tulpenbaum (Liriodendron tulipifera), vormals 4 Tulpenbäume u. 1 Schwarzkiefer                    | Auerbach 49° 42′ 9,5″ N, 8° 37′ 35,7″ O     | Tulpenbaum im nördlichen Bereich des Auerbacher Friedhofs. Geschützt wegen für diese Art besonderer Größe/Höhe.                           | Tulpenbaum           | 431.2-12  |
| Fotos hochladen               | Sapindusfichte, Orientalische Fichte (Picea orientalis)                                           | Auerbach 49° 42′ 9,9″ N, 8° 37′ 50,1″ O     | Aufgrund besonderer Höhe, Eigenart geschützte zweistämmige Orientalische Fichte beim Erholungsheim am Fürstenlager.                       | Orientalische Fichte | 431.2-15  |
| mehr Fotos \| Fotos hochladen | Krüppelkiefer auf dem Wehrgang des Auerbacher Schlosses                                           | Auerbach 49° 42′ 32,6″ N, 8° 37′ 56″ O      | Krüppelkiefer auf der Burgmauer des Auerbacher Schlosses. Geschützt wegen außergewöhnlich hohem Alter, Schönheit und extremem Standort.   | Kiefer               | 431.2-20  |
| Fotos hochladen               | Mammutbaum (Sequoiadendron giganteum)                                                             | Bensheim 49° 41′ 9,1″ N, 8° 38′ 31,1″ O     | Mammutbaum unterhalb von Schloss Falkenberg. Mächtigster Baum im Kreisgebiet, geschützt wegen besonderer Schönheit.                       | Mammutbaum           | 431.2-22  |
| Fotos hochladen               | Platane (Platanus acerifolia x hybrida)                                                           | Bensheim 49° 40′ 36,2″ N, 8° 37′ 30,8″ O    | Aufgrund besonderer Größe und ausladender Krone ortsbildprägende Platane im Bensheimer Friedhof.                                          | Platane              | 431.2-25  |
| Fotos hochladen               | Winterlinde (Tilia cordata)                                                                       | Auerbach 49° 42′ 8,5″ N, 8° 37′ 35,9″ O     | Winterlinde im Nordteil des Auerbacher Friedhofs. Schutzgrund Höhe und mächtige Erscheinung.                                              | Winterlinde          | 431.2-26  |
| Fotos hochladen               | Rosskastanie (Aesculus hippocastanum)                                                             | Auerbach 49° 42′ 10,2″ N, 8° 37′ 35,8″ O    | Rosskastanie am nordöstlichen Eingang des Auerbacher Friedhofs. Schutzgrund sind starker Wuchs und harmonische Form.                      | Rosskastanie         | 431.2-27  |
| Fotos hochladen               | Mammutbaum (Sequoiadendron giganteum)                                                             | Bensheim 49° 41′ 56,4″ N, 8° 37′ 58,5″ O    | Höchster Baum dieser Art in Europa. Im Fürstenlager.                                                                                      | Mammutbaum           | 431.2-29  |
| Fotos hochladen               | Rosskastanie                                                                                      | Schwanheim 49° 41′ 46,9″ N, 8° 34′ 4,2″ O   | Ortsbildprägende Rosskastanie im Schwanheimer Friedhof. Weitere Schutzgründe sind besondere Mächtigkeit und harmonische Form.             | Rosskastanie         | 431.2-31  |
| BW                            | 4 Winterlinden, 1 Mammutbaum, 2 Stechpalme auf dem Gronauer Friedhof, vormals „Gronauer Friedhof“ | Gronau 49° 41′ 0,6″ N, 8° 40′ 27,5″ O       | Geschützt als Gruppe besonders starker alter Bäume.                                                                                       |                      | 431.2-41  |
| BW                            | Schannenbacher Felsenmeer im Schliefenbach                                                        | Gronau 49° 41′ 18,6″ N, 8° 42′ 22″ O        | Granodiorit-Blockmeer mit Bachlauf 2,2 km nordöstlich der Ortsmitte von Gronau. Geschützt als Wandschluchtfelsenmeer mit Biotopcharakter. |                      | 431.2-42  |
| Fotos hochladen               | Stieleiche (Quercus robur)                                                                        | Hochstädten 49° 42′ 54,9″ N, 8° 39′ 16,9″ O | Schutzgrund besonders schöner typischer Wuchs. Auf einer Bergnase nordöstlich der Ortsmitte.                                              | Stiel-Eiche          | 431.2-51  |
| Fotos hochladen               | 2 Winterlinden (Tilia cordata), vormals 2 Linden                                                  | Langwaden 49° 43′ 27,8″ N, 8° 33′ 49,2″ O   | Baumgruppe besonderer Größe und Schönheit.                                                                                                | Winterlinde          | 431.2-61  |
| BW                            | 3 Schlangenfichten, vormals 1 Schlangenfichte                                                     | Schönberg 49° 41′ 44,8″ N, 8° 38′ 49,3″ O   | Im Park des Schlosses Schönberg. Schutzgrund sind ihre außergewöhnlichen Hängezweige.                                                     | Rotfichte            | 431.2-71  |
| mehr Fotos \| Fotos hochladen | Victoria-Linde (Tilia cordata)                                                                    | Schönberg 49° 41′ 39,3″ N, 8° 38′ 47,8″ O   | Starke Winterlinde im Park des Schlosses Schönberg. Schutzgrund historische Widmung der Königin Victoria.                                 | Winterlinde          | 431.2-710 |
| Fotos hochladen               | Kleines Buchsbaumgehölz aus 5 Buchsbäumen (Buxus sempervirens)                                    | Schönberg 49° 41′ 43,1″ N, 8° 38′ 45,2″ O   | Im Schlosspark Schönberg. Schutzgrund sind die ungewöhnlich starken Stämme.                                                               | Buchsbaum            | 431.2-714 |
| BW                            | Ilex-Hecke (Ilex aquifolium)                                                                      | Schönberg 49° 41′ 39,3″ N, 8° 38′ 46,8″ O   | Baumreihe im Schlosspark Schönberg. Schutzgrund als Reihe sind die ungewöhnlich starken Stämme.                                           | Ilex                 | 431.2-716 |
| Fotos hochladen               | Rotbuche, Hängebuche (Fagus silvatica pendula)                                                    | Schönberg 49° 41′ 42,8″ N, 8° 38′ 47,2″ O   | Hängebuche im Park des Schlosses Schönberg. Schutzgrund bizarrer Wuchs. außergewöhnliche Machtigkeit und Schönheit.                       | Hängebuche           | 431.2-72  |
| Fotos hochladen               | Alte Eibe (Taxus baccata)                                                                         | Schönberg 49° 41′ 37,9″ N, 8° 38′ 46,4″ O   | Im Schlosspark Schönberg. Schutzgrund sind die besondere Größe und Stamm-Mächtigkeit.                                                     | Eibe                 | 431.2-73  |
| Fotos hochladen               | Rosskastanie (Aesculus hippocastanum)                                                             | Schönberg 49° 41′ 39,9″ N, 8° 38′ 50,6″ O   | An der Auffahrt zum Schloss. Schutzgrund ist der außergewöhnlich malerische Wuchs an exponiertem Standort.                                | Rosskastanie         | 431.2-74  |
| Fotos hochladen               | 2 Lindenalleen (Tilia cordata)                                                                    | Schönberg 49° 41′ 42,4″ N, 8° 38′ 46″ O     | Im Schlosspark Schönberg. Alte mächtige Baumreihen mit historischer Bedeutung.                                                            | Winterlinde          | 431.2-76  |
| Fotos hochladen               | Ginkgobaum, Fächerbaum (Ginkgo biloba)                                                            | Schönberg 49° 41′ 39,3″ N, 8° 38′ 43,8″ O   | Außergewöhnlich mächtiger Ginkgo im Schlosspark Schönberg.                                                                                | Ginkgo               | 431.2-77  |

## Ehemalige Naturdenkmale
| Bild            | Bezeichnung                                                | Ortsteil, Lage                           | Beschreibung | Art            | Nr.      |
| --------------- | ---------------------------------------------------------- | ---------------------------------------- | --- | -------------- | -------- |
| BW              | Pyramideneiche (Quercus robur var. Fastigata) im Kronepark | Auerbach 49° 42′ 0,4″ N, 8° 37′ 14,9″ O  | Außergewöhnlich große Pyramideneiche im Kronepark in Auerbach. Am 27. August 2012 gefällt.                                                                                        | Pyramideneiche | 431.2-17 |
| Fotos hochladen | Rosskastanie (Aesculus hippocastanum)                      | Bensheim 49° 40′ 59,5″ N, 8° 37′ 19,5″ O | Rosskastanie im Stadtpark. Schutzgrund sind außergewöhnliche Höhe und harmonische Form. Im Dezember 2020 gefällt.                                                                 | Rosskastanie   | 431.2-28 |
| Fotos hochladen | Mammutbaum (Sequoiadendron giganteum)                      | Bensheim 49° 41′ 6,3″ N, 8° 37′ 12,7″ O  | Mammutbaum vor dem Bensheimer Amtsgericht. Ortsbildprägender Baum, geschützt wegen besonderer Stamm-Mächtigkeit und Schönheit. Wurde 2022 gefällt, da der Baum ausgetrocknet war. | Mammutbaum     | 431.2-24 |